# Широкая Балка (Херсонский район)
Широкая Балка (укр. Широка Балка) — село, расположенное на берегу Днепровского лимана Чёрного моря. Относится к Станиславской сельской общине Херсонского района Херсонской области Украины.
Почтовый индекс — 75052. Телефонный код — 05547. Код КОАТУУ — 6520388601.

## Население
Население села по переписи 2001 года составляло 2593 человека.

### Языковой состав
Родной язык населения по данным переписи 2001 года:
| Язык       | Численность, чел. | Доля     |
| ---------- | ----------------- | -------- |
| Украинский | 2 408             | 92,87 %  |
| Русский    | 165               | 6,36 %   |
| Другое     | 20                | 0,77 %   |
| Итого      | 2 593             | 100,00 % |

## Местный совет
75052, Херсонская обл., Белозёрский р-н, с. Широкая Балка, ул. Центральная, 75